# Liste der Nummer-eins-Hits in Deutschland (1994)
Diese Liste enthält alle Nummer-eins-Hits in Deutschland im Jahr 1994. Es gab in diesem Jahr zwölf Nummer-eins-Singles und zehn Nummer-eins-Alben.
Die Single- und Albumcharts wurden von Media Control wöchentlich zusammengestellt. Sie berücksichtigten die Verkäufe von Montag bis Samstag einer Woche. Offizieller Veröffentlichungstermin war jeweils der Montag zehn Tage nach dem Ende des Wertungszeitraumes.

## Singles
| ← 1993 ← | Liste der Nummer-eins-Hits in Deutschland | Liste der Nummer-eins-Hits in Deutschland | Liste der Nummer-eins-Hits in Deutschland | 1995 →                    |
| \| Zeitraum \| Wo. ges. \| Interpret \| Titel Autor(en) \| Zusätzliche Informationen \| \| (Zeitraum, Wochen auf Platz eins, Interpret, Titel, Autor[en], zusätzliche Informationen) \| \| \| \| \| \| ----------------------------------------------------------------------------------------- \| -------- \| -------------------------------- \| -------------------------------------------------------------------------------------------------------------------------------------------- \| ------------------------- \| \| 22. November 1993 – 23. Januar 1994 9 Wochen \| 9 \| Meat Loaf \| I’d Do Anything for Love (But I Won’t Do That) Jim Steinman \| – \| \| 24. Januar 1994 – 13. Februar 1994 3 Wochen \| 3 \| Ace of Base \| The Sign Musik: Ulf Gunnar Ekberg, Malin Sofia Katarina Berggren, Jonas Petter Berggren, Jenny Cecilia Berggren; Text: Jonas Petter Berggren \| – \| \| 14. Februar 1994 – 13. März 1994 4 Wochen \| 4 \| Bryan Adams, Rod Stewart & Sting \| All for Love Bryan Adams, Robert John Lange, Michael Arnold Kamen \| – \| \| 14. März 1994 – 10. April 1994 4 Wochen \| 4 \| Magic Affair \| Omen III Musik: Michael Staab, Bernd Waldstädt; Text: Michael Staab, Rainer Kempf \| – \| \| 11. April 1994 – 15. Mai 1994 5 Wochen \| 5 \| Bruce Springsteen \| Streets of Philadelphia Bruce Springsteen \| – \| \| 16. Mai 1994 – 12. Juni 1994 4 Wochen \| 4 \| Mariah Carey \| Without You Thomas Evans, Peter William Ham \| – \| \| 13. Juni 1994 – 17. Juli 1994 5 Wochen \| 5 \| Prince Ital Joe & Marky Mark \| United Musik: Frank Peterson, Alex Jörg Christensen; Text: Alex Jörg Christensen, Frank Peterson, Mark Wahlberg, Joseph Paquette \| – \| \| 18. Juli 1994 – 24. Juli 1994 1 Woche \| 1 \| Crash Test Dummies \| Mmm Mmm Mmm Mmm Bradley Kenneth Roberts \| – \| \| 25. Juli 1994 – 25. September 1994 9 Wochen \| 9 \| All-4-One \| I Swear Frank Joseph Myers, Gary B. Baker \| – \| \| 26. September 1994 – 23. Oktober 1994 4 Wochen \| 4 \| Mo-Do \| Eins, zwei, Polizei Musik: Sergio Portaluri, Fulvio Zafret, Mario Pinosa; Text: Claudio Zennaro \| – \| \| 24. Oktober 1994 – 6. November 1994 2 Wochen \| 2 \| Whigfield \| Saturday Night Alfredo Pignagnoli, Davide Riva \| – \| \| 7. November 1994 – 15. Januar 1995 10 Wochen \| 10 \| Rednex \| Cotton Eye Joe Trad.; Bearbeiter: Patric Robert Edenberg, Örjan Kjell Öberg, Christer Jan Ericsson \| – \| |                                           |                                           | |                           |
| ← 1993 |                                           |                                           | | → 1995 →                  |
| Zeitraum | Wo. ges.                                  | Interpret                                 | Titel Autor(en) | Zusätzliche Informationen |
| (Zeitraum, Wochen auf Platz eins, Interpret, Titel, Autor[en], zusätzliche Informationen) |                                           |                                           | |                           |
| 22. November 1993 – 23. Januar 1994 9 Wochen | 9                                         | Meat Loaf                                 | I’d Do Anything for Love (But I Won’t Do That) Jim Steinman                                                                                  | –                         |
| 24. Januar 1994 – 13. Februar 1994 3 Wochen | 3                                         | Ace of Base                               | The Sign Musik: Ulf Gunnar Ekberg, Malin Sofia Katarina Berggren, Jonas Petter Berggren, Jenny Cecilia Berggren; Text: Jonas Petter Berggren | –                         |
| 14. Februar 1994 – 13. März 1994 4 Wochen | 4                                         | Bryan Adams, Rod Stewart & Sting          | All for Love Bryan Adams, Robert John Lange, Michael Arnold Kamen                                                                            | –                         |
| 14. März 1994 – 10. April 1994 4 Wochen | 4                                         | Magic Affair                              | Omen III Musik: Michael Staab, Bernd Waldstädt; Text: Michael Staab, Rainer Kempf                                                            | –                         |
| 11. April 1994 – 15. Mai 1994 5 Wochen | 5                                         | Bruce Springsteen                         | Streets of Philadelphia Bruce Springsteen | –                         |
| 16. Mai 1994 – 12. Juni 1994 4 Wochen | 4                                         | Mariah Carey                              | Without You Thomas Evans, Peter William Ham                                                                                                  | –                         |
| 13. Juni 1994 – 17. Juli 1994 5 Wochen | 5                                         | Prince Ital Joe & Marky Mark              | United Musik: Frank Peterson, Alex Jörg Christensen; Text: Alex Jörg Christensen, Frank Peterson, Mark Wahlberg, Joseph Paquette             | –                         |
| 18. Juli 1994 – 24. Juli 1994 1 Woche | 1                                         | Crash Test Dummies                        | Mmm Mmm Mmm Mmm Bradley Kenneth Roberts | –                         |
| 25. Juli 1994 – 25. September 1994 9 Wochen | 9                                         | All-4-One                                 | I Swear Frank Joseph Myers, Gary B. Baker | –                         |
| 26. September 1994 – 23. Oktober 1994 4 Wochen | 4                                         | Mo-Do                                     | Eins, zwei, Polizei Musik: Sergio Portaluri, Fulvio Zafret, Mario Pinosa; Text: Claudio Zennaro                                              | –                         |
| 24. Oktober 1994 – 6. November 1994 2 Wochen | 2                                         | Whigfield                                 | Saturday Night Alfredo Pignagnoli, Davide Riva                                                                                               | –                         |
| 7. November 1994 – 15. Januar 1995 10 Wochen | 10                                        | Rednex                                    | Cotton Eye Joe Trad.; Bearbeiter: Patric Robert Edenberg, Örjan Kjell Öberg, Christer Jan Ericsson                                           | –                         |

## Alben
| ← 1993 ← | Liste der Nummer-eins-Alben in Deutschland | Liste der Nummer-eins-Alben in Deutschland | Liste der Nummer-eins-Alben in Deutschland | 1995 →                    |
| \| Zeitraum \| Wo. ges. \| Interpret \| Titel \| Zusätzliche Informationen \| \| (Zeitraum, Wochen auf Platz eins, Interpret, Titel, zusätzliche Informationen) \| \| \| \| \| \| ------------------------------------------------------------------------------ \| -------- \| ------------------ \| ------------------------ \| ------------------------- \| \| 6. Dezember 1993 – 30. Januar 1994 8 Wochen \| 8 \| Phil Collins \| Both Sides \| – \| \| 31. Januar 1994 – 3. April 1994 9 Wochen \| 9 \| Bryan Adams \| So Far So Good \| – \| \| 4. April 1994 – 17. April 1994 2 Wochen (insgesamt 11) \| 11 \| Mariah Carey \| Music Box \| – \| \| 18. April 1994 – 15. Mai 1994 4 Wochen \| 4 \| Pink Floyd \| The Division Bell \| – \| \| 16. Mai 1994 – 17. Juli 1994 9 Wochen (insgesamt 11) \| 11 \| Mariah Carey \| Music Box \| – \| \| 18. Juli 1994 – 24. Juli 1994 1 Woche \| 1 \| Crash Test Dummies \| God Shuffled His Feet \| – \| \| 25. Juli 1994 – 4. September 1994 6 Wochen \| 6 \| Rolling Stones \| Voodoo Lounge \| – \| \| 5. September 1994 – 11. September 1994 1 Woche \| 1 \| Wet Wet Wet \| End of Part One \| – \| \| 12. September 1994 – 6. November 1994 8 Wochen \| 8 \| Westernhagen \| Affentheater \| – \| \| 7. November 1994 – 18. Dezember 1994 6 Wochen \| 6 \| Bon Jovi \| Cross Road – The Best Of \| – \| \| 19. Dezember 1994 – 15. Januar 1995 4 Wochen \| 4 \| The Kelly Family \| Over the Hump \| – \| |                                            |                                            |                                            |                           |
| ← 1993 |                                            |                                            |                                            | → 1995 →                  |
| Zeitraum | Wo. ges.                                   | Interpret                                  | Titel                                      | Zusätzliche Informationen |
| (Zeitraum, Wochen auf Platz eins, Interpret, Titel, zusätzliche Informationen) |                                            |                                            |                                            |                           |
| 6. Dezember 1993 – 30. Januar 1994 8 Wochen | 8                                          | Phil Collins                               | Both Sides                                 | –                         |
| 31. Januar 1994 – 3. April 1994 9 Wochen | 9                                          | Bryan Adams                                | So Far So Good                             | –                         |
| 4. April 1994 – 17. April 1994 2 Wochen (insgesamt 11) | 11                                         | Mariah Carey                               | Music Box                                  | –                         |
| 18. April 1994 – 15. Mai 1994 4 Wochen | 4                                          | Pink Floyd                                 | The Division Bell                          | –                         |
| 16. Mai 1994 – 17. Juli 1994 9 Wochen (insgesamt 11) | 11                                         | Mariah Carey                               | Music Box                                  | –                         |
| 18. Juli 1994 – 24. Juli 1994 1 Woche | 1                                          | Crash Test Dummies                         | God Shuffled His Feet                      | –                         |
| 25. Juli 1994 – 4. September 1994 6 Wochen | 6                                          | Rolling Stones                             | Voodoo Lounge                              | –                         |
| 5. September 1994 – 11. September 1994 1 Woche | 1                                          | Wet Wet Wet                                | End of Part One                            | –                         |
| 12. September 1994 – 6. November 1994 8 Wochen | 8                                          | Westernhagen                               | Affentheater                               | –                         |
| 7. November 1994 – 18. Dezember 1994 6 Wochen | 6                                          | Bon Jovi                                   | Cross Road – The Best Of                   | –                         |
| 19. Dezember 1994 – 15. Januar 1995 4 Wochen | 4                                          | The Kelly Family                           | Over the Hump                              | –                         |

## Jahreshitparaden
| ← 1993 ← | Liste der Jahres-Nummer-eins-Hits in Deutschland | Liste der Jahres-Nummer-eins-Hits in Deutschland | Liste der Jahres-Nummer-eins-Hits in Deutschland | 1995 →   |
| \| Singles \| Position# \| Alben \| \| --------------------------------------------------------------------------------------------------------- \| --------- \| -------------------------------------------- \| \| Without You Mariah Carey Thomas Evans, Peter William Ham \| 1 \| Music Box Mariah Carey \| \| I Swear All-4-One Frank Joseph Myers, Gary B. Baker \| 2 \| So Far So Good Bryan Adams \| \| Streets of Philadelphia Bruce Springsteen \| 3 \| The Division Bell Pink Floyd \| \| Cotton Eye Joe Rednex Trad.; Bearbeiter: Patric Robert Edenberg, Örjan Kjell Öberg, Christer Jan Ericsson \| 4 \| God Shuffled His Feet Crash Test Dummies \| \| Omen III Magic Affair Musik: Michael Staab, Bernd Waldstädt; Text: Michael Staab, Rainer Kempf \| 5 \| Both Sides Phil Collins \| \| Somewhere over the Rainbow Marusha Musik: Harold Arlen; Text: E. Y. Harburg \| 6 \| Get a Grip Aerosmith \| \| Love Is All Around Wet Wet Wet Reg Presley \| 7 \| Happy Nation Ace of Base \| \| It’s Alright East 17 Anthony Michael Mortimer \| 8 \| Bat Out of Hell II: Back Into Hell Meat Loaf \| \| All for Love Bryan Adams, Rod Stewart & Sting Bryan Adams, Robert John Lange, Michael Arnold Kamen \| 9 \| Crash! Boom! Bang! Roxette \| \| Everybody DJ BoBo René Baumann, Daniel Peyer \| 10 \| Seiltänzertraum Pur \| |                                                  |                                                  |                                                  |          |
| ← 1993 |                                                  |                                                  |                                                  | → 1995 → |
| Singles | Position#                                        | Alben                                            |                                                  |          |
| Without You Mariah Carey Thomas Evans, Peter William Ham | 1                                                | Music Box Mariah Carey                           |                                                  |          |
| I Swear All-4-One Frank Joseph Myers, Gary B. Baker | 2                                                | So Far So Good Bryan Adams                       |                                                  |          |
| Streets of Philadelphia Bruce Springsteen | 3                                                | The Division Bell Pink Floyd                     |                                                  |          |
| Cotton Eye Joe Rednex Trad.; Bearbeiter: Patric Robert Edenberg, Örjan Kjell Öberg, Christer Jan Ericsson | 4                                                | God Shuffled His Feet Crash Test Dummies         |                                                  |          |
| Omen III Magic Affair Musik: Michael Staab, Bernd Waldstädt; Text: Michael Staab, Rainer Kempf | 5                                                | Both Sides Phil Collins                          |                                                  |          |
| Somewhere over the Rainbow Marusha Musik: Harold Arlen; Text: E. Y. Harburg | 6                                                | Get a Grip Aerosmith                             |                                                  |          |
| Love Is All Around Wet Wet Wet Reg Presley | 7                                                | Happy Nation Ace of Base                         |                                                  |          |
| It’s Alright East 17 Anthony Michael Mortimer | 8                                                | Bat Out of Hell II: Back Into Hell Meat Loaf     |                                                  |          |
| All for Love Bryan Adams, Rod Stewart & Sting Bryan Adams, Robert John Lange, Michael Arnold Kamen | 9                                                | Crash! Boom! Bang! Roxette                       |                                                  |          |
| Everybody DJ BoBo René Baumann, Daniel Peyer | 10                                               | Seiltänzertraum Pur                              |                                                  |          |